# Washington D.C. Area Film Critics Association Awards 2016

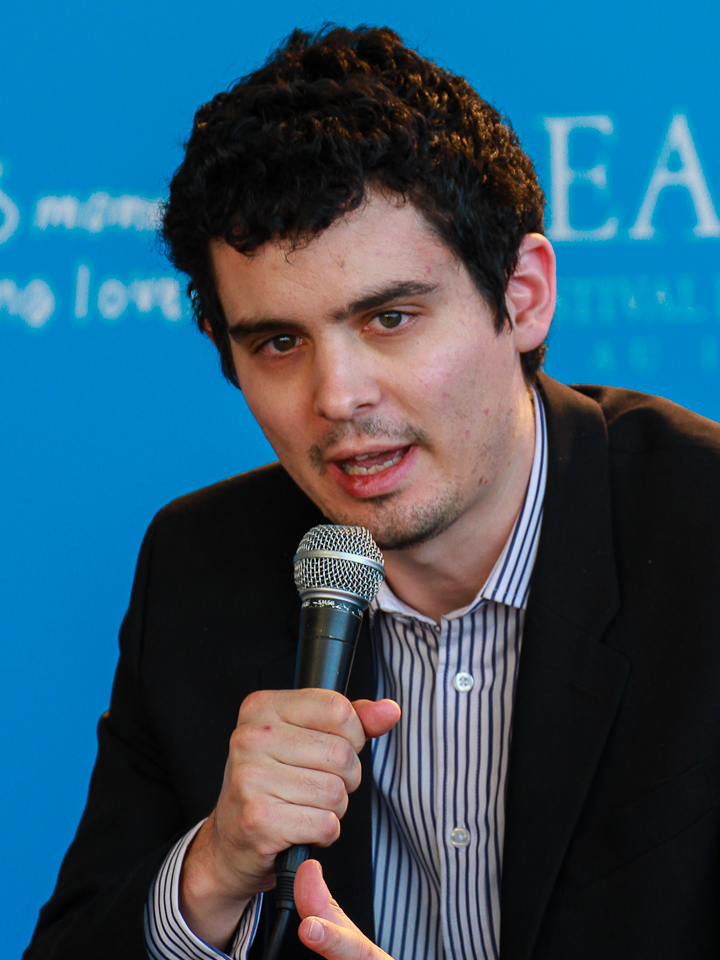
Damien Chazelle vítěz v kategoriích nejlepší režie a nejlepší původní scénář

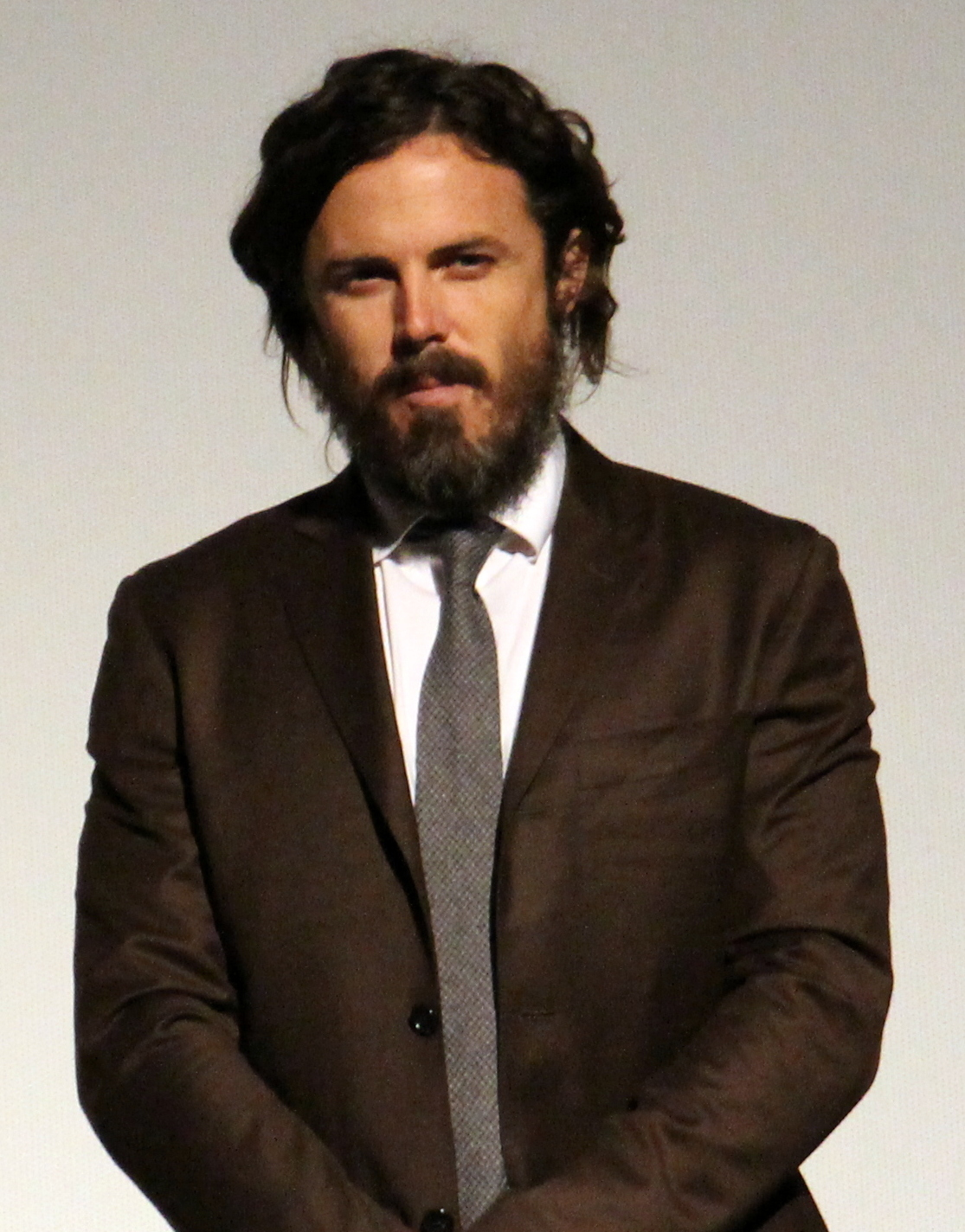
Casey Affleck vítěz v kategorii nejlepší herec v hlavní roli

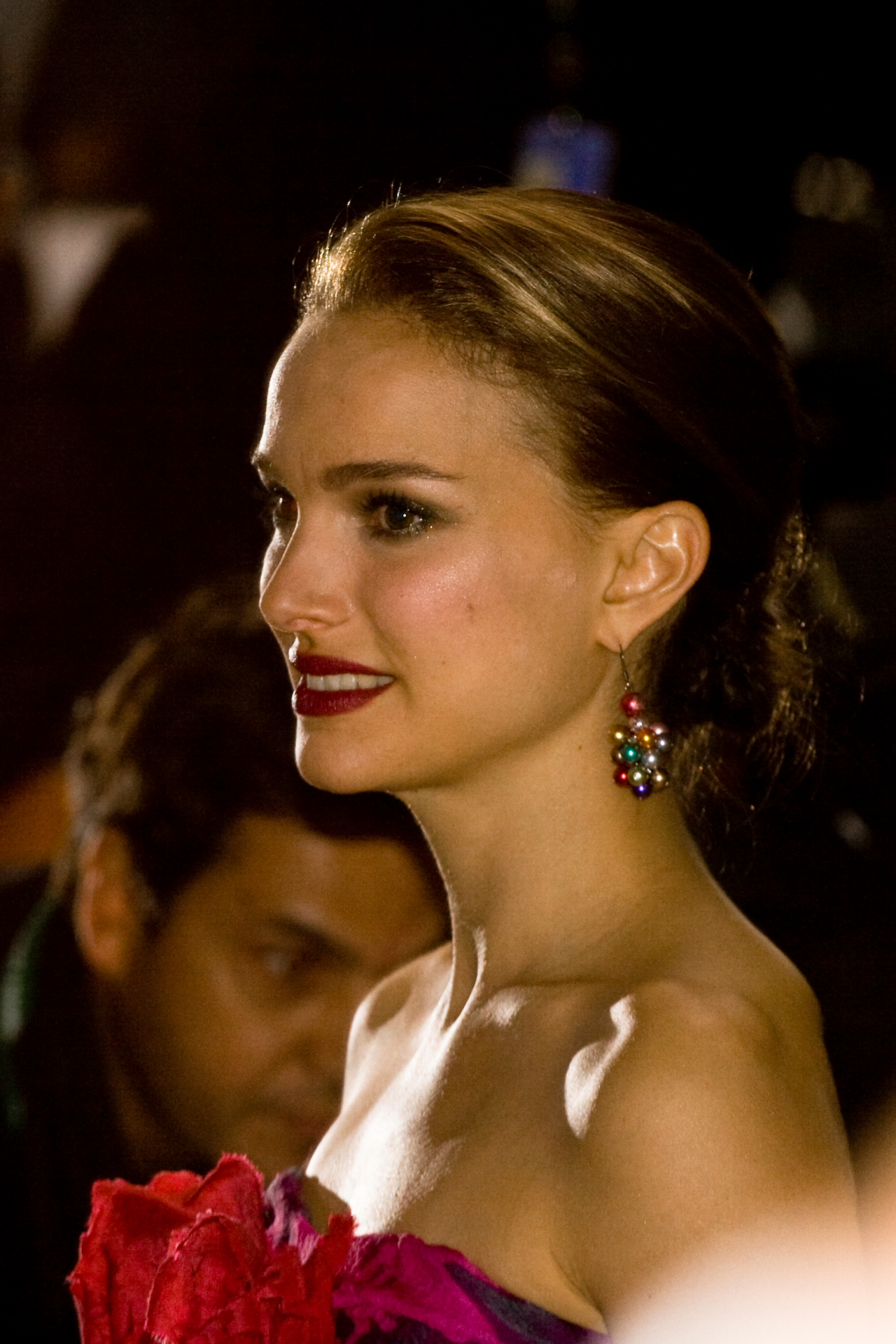
Natalie Portman vítězka v kategorii nejlepší herečka v hlavní roli

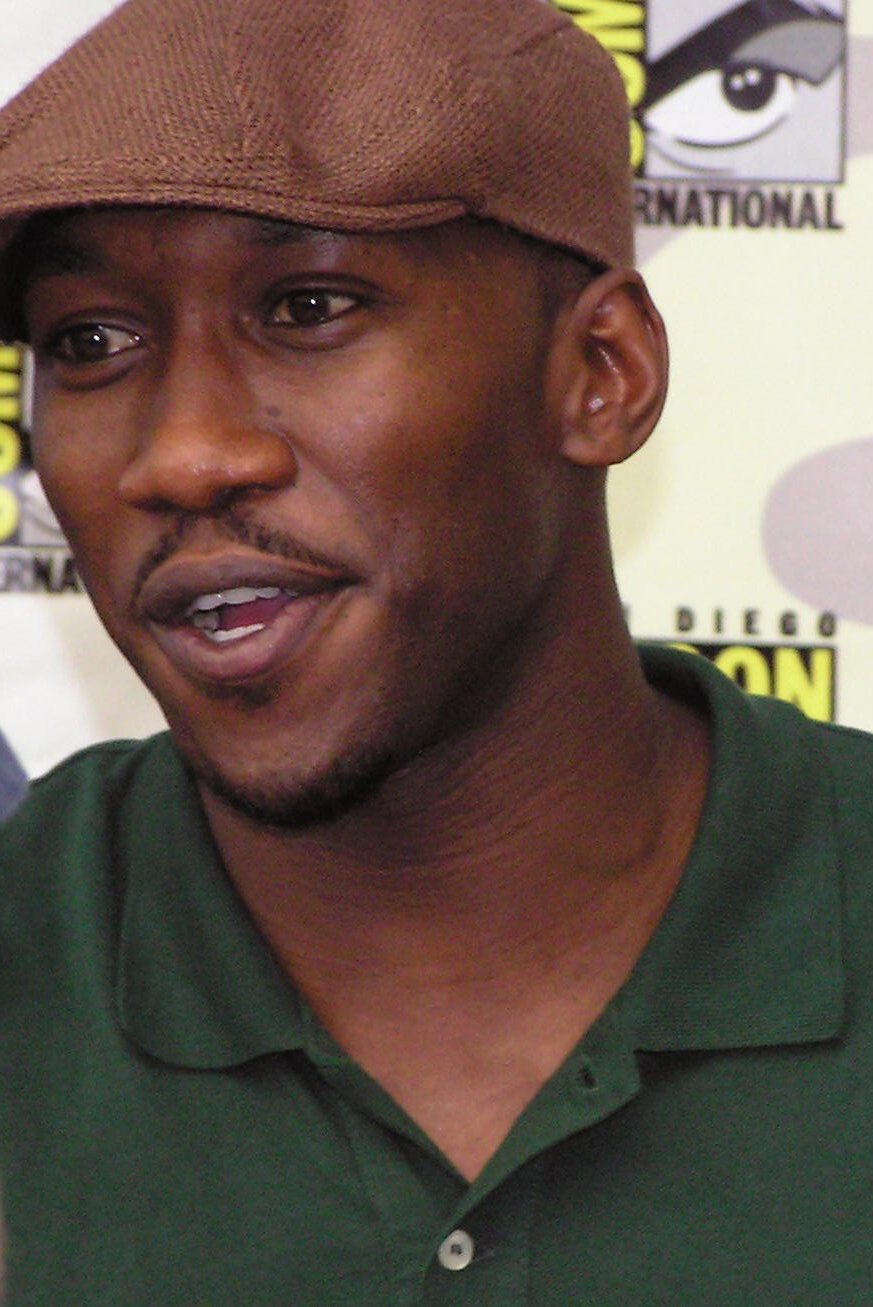
Mahershala Ali vítěz v kategorii nejlepší herec ve vedlejší roli

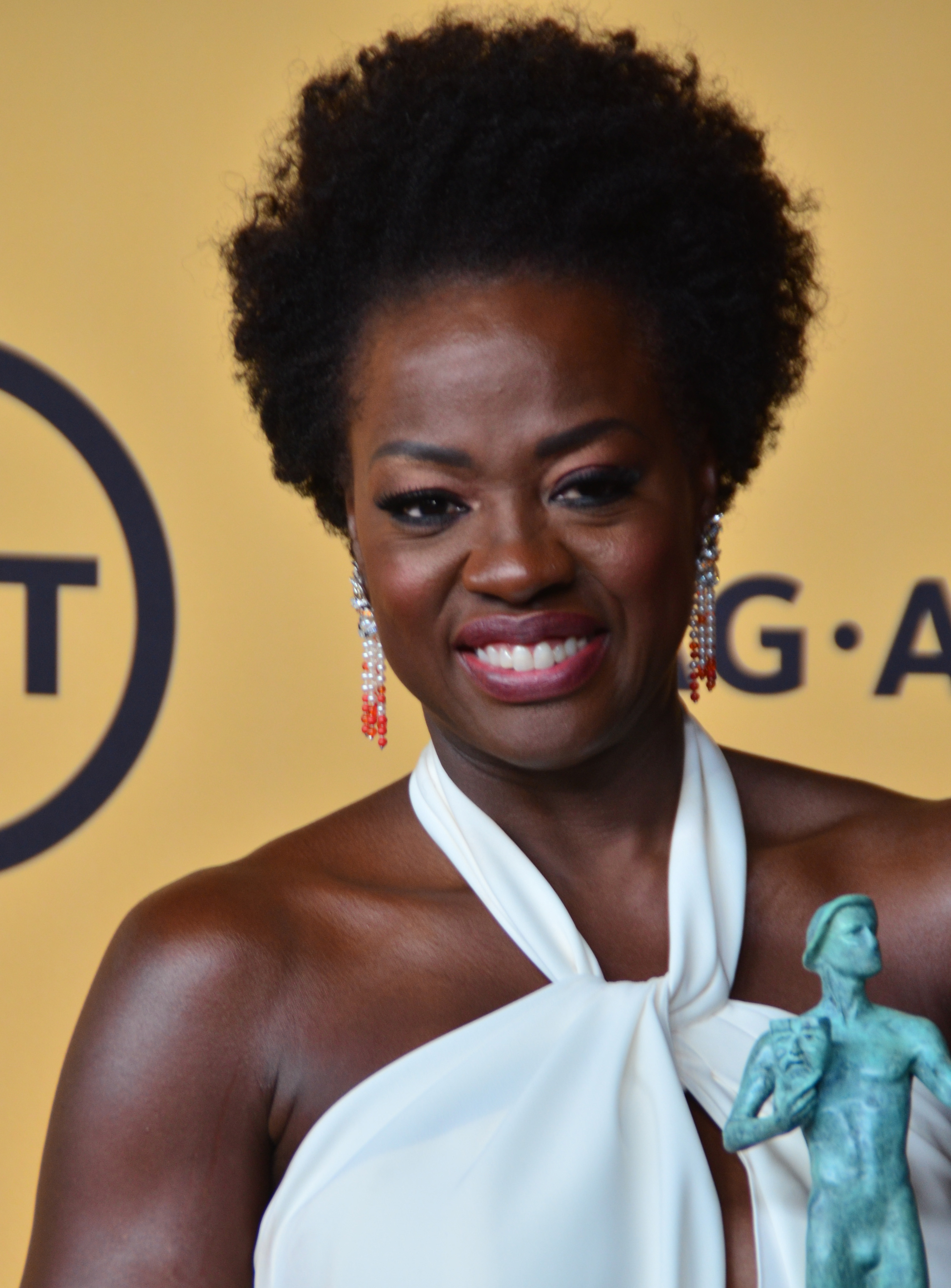
Viola Davis vítězka v kategorii nejlepší herečka ve vedlejší roli

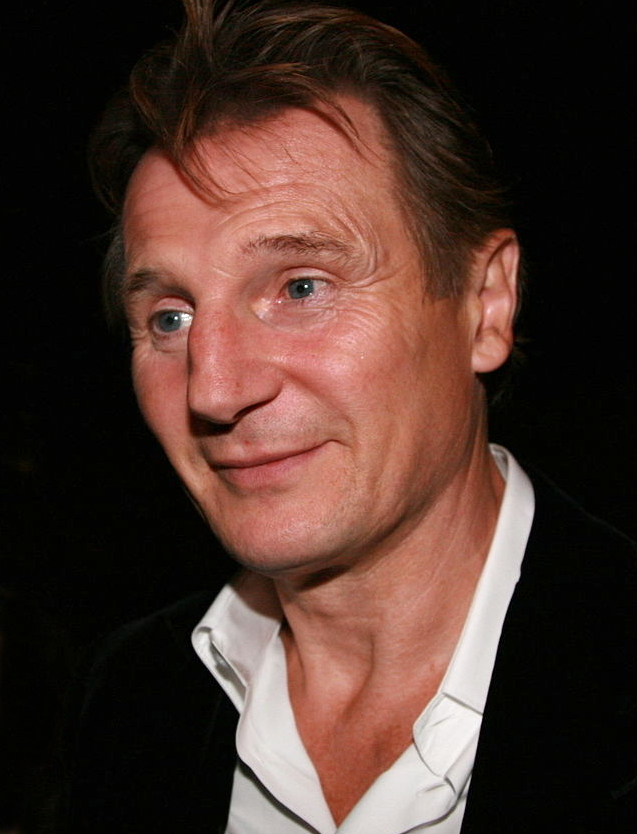
Liam Neeson vítěz v kategoriích nejlepší hlas a nejlepší zachycení pohybu

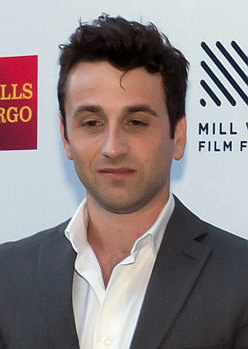
Justin Hurwitz vítěz v kategorii nejlepší skladatel

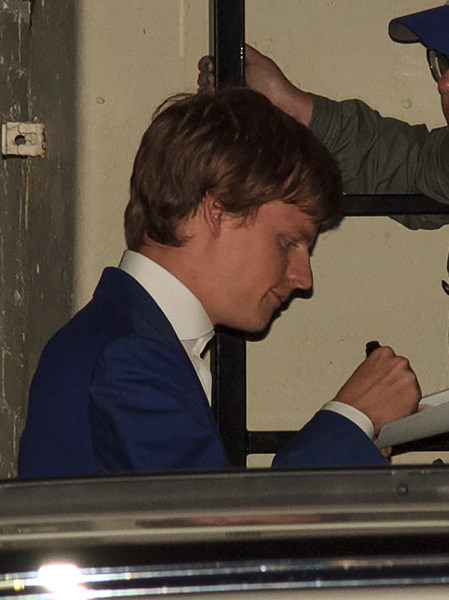
Lucas Hedges vítěz v kategorii nejlepší mladý herec

15. ročník předávání cen asociace Washington D.C. Area Film Critics Association se konal dne 5. prosince 2016. Nominace byly oznámeny dne 3. prosince 2016.

## Vítězové a nominovaní

### Nejlepší film
La La Land
- Moonlight
- Místo u moře
- Příchozí
- Za každou cenu

### Nejlepší režisér
Damien Chazelle – La La Land
- Barry Jenkins – Moonlight
- Kenneth Lonegran – Místo u moře
- Denis Villeneuve – Příchozí
- David Mackenzie – Za každou cenu

### Nejlepší adaptovaný scénář
Eric Heisserer – Příchozí
- Luke Davies – Lion
- Tom Ford – Noční zvířata
- August Wilson – Ploty
- Patrick Ness – Volání netvora: Příběh života

### Nejlepší původní scénář
Damien Chazelle – La La Land
- Kenneth Lonegran – Místo u moře
- Taylor Sheridan – Za každou cenu
- Barry Jenkins – Moonlight
- Yorgos Lanthimos a Efthimis Filippou – Humr

### Nejlepší herec v hlavní roli
Casey Affleck – Místo u moře
- Ryan Gosling – La La Land
- Denzel Washington – Ploty
- Joel Edgerton – Loving
- Andrew Garfield – Hacksaw Ridge: Zrození hrdiny

### Nejlepší herečka v hlavní roli
Natalie Portman – Jackie
- Ruth Negga – Loving
- Emma Stoneová – La La Land
- Amy Adams – Příchozí
- Annette Bening – Ženy 20. století

### Nejlepší herec ve vedlejší roli
Mahershala Ali – Moonlight
- Jeff Bridges – Za každou cenu
- Ben Foster – Za každou cenu
- Michael Shannon – Noční zvířata
- Lucas Hedges – Místo u moře

### Nejlepší herečka ve vedlejší roli
Viola Davis – Ploty
- Naomie Harris – Moonlight
- Greta Gerwig – Ženy 20. století
- Michelle Williamsová – Místo u moře
- Molly Shannon – My ostatní

### Nejlepší dokument
13th
- O.J.: Made in America
- Nejsem žádný tvůj negr
- Gleason
- Weiner

### Nejlepší cizojazyčný film
Elle
- Komorná
- Julieta
- Klient
- Toni Erdmann

### Nejlepší animovaný film
Kubo a kouzelný meč
- Zootropolis: Město zvířat
- Odvážná Vaiana: Legenda o konci světa
- Hledá se Dory
- Buchty a klobásy

### Nejlepší hlas
Liam Neeson – Volání netvora: Příběh života
- Ellen DeGeneres – Hledá se Dory
- Auli'i Cravalho – Odvážná Vaiana: Legenda o konci světa
- Ginnifer Goodwin – Zootropolis: Město zvířat
- Jason Bateman – Zootropolis: Město zvířat

### Nejlepší kamera
Linus Sandgren – La La Land
- James Laxton – Moonlight
- Bradford Young – Příchozí
- Stéphane Fontaine – Jackie
- Seamus McGarvey – Noční zvířata

### Nejlepší střih
Tom Cross – La La Land
- Nat Sanders a Joi McMillon – Moonlight
- Joe Walker – Příchozí
- Sebastián Sepúlveda – Jackie
- Blu Murray – Sully: Zázrak na řece Hudson

### Nejlepší výprava
David Wasco a Austin Gorg – La La Land
- Jean Rabasse a Halina Gebarowicz – Jackie
- Patrice Vermette a Isabelle Guay – Příchozí
- Stuart Craig, James Hambidge a Anna Pinnock –Fantastická zvířata a kde je najít
- Craig Lathrop – Čarodějnice

### Nejlepší skladatel
Justin Hurwitz – La La Land
- Mica Levi – Jackie
- Nicholas Britell – Moonlight
- Jóhann Jóhannsson – Příchozí
- Cliff Martinez – Neon Demon

### Nejlepší mladý herec/mladá herečka
Lucas Hedges – Místo u moře
- Anya Taylor-Joy – Čarodějnice
- Sunny Pawar – Lion
- Lewis MacDougall – Volání netvora: Příběh života
- Hailee Steinfeld – Hořkých sedmnáct

### Nejlepší obsazení
Za každou cenu
- Ženy 20. století
- Místo u moře
- Moonlight
- Ploty

### Nejlepší zachycení pohybu
Mark Rylance – Obr Dobr
- Liam Neeson – Volání netvora: Příběh života

### Nejlepší zobrazení Washingtonu, DC
Jackie
- Jason Bourne
- Loving
- Miss Sloane
- Snowden